# Detroit Steam Motor Corporation
Detroit Steam Motor Corporation war ein US-amerikanischer Hersteller von Automobilen.

## Unternehmensgeschichte
O. C. Trask gründete das Unternehmen am 1. Dezember 1921. Der Sitz war in Detroit in Michigan. 1922 begann die Produktion von Automobilen. Anfangs war die Schlieder Manufacturing Company daran beteiligt. Der Markenname lautete offiziell Trask-Detroit. Allerdings sind auch Trask und Trask Steam überliefert. Mitte 1922 gab es Pläne, Fahrzeuge für den Export nach Kanada Windsor zu nennen und sogar eine eigene Produktionsgesellschaft Windsor Steam Motors in Kanada zu gründen, aus denen jedoch nichts wurde. 1923 wollte Trask den Markennamen in den USA auf Detroit Steam Car ändern. Allerdings kam es nicht mehr dazu. Im gleichen Jahr endete die Produktion. Insgesamt entstanden vier Fahrzeuge.

## Fahrzeuge
Im Angebot standen ausschließlich Dampfwagen. Sie hatten einen Dampfmotor mit zwei Zylindern. Das Fahrgestell hatte zunächst 279 cm Radstand. Vier verschiedene Karosseriebauformen waren geplant. Zwei Abbildungen zeigen offene Tourenwagen. Der Neupreis betrug anfangs 1000 US-Dollar.
Für 1923 war eine Verlängerung des Radstands auf 292 cm und eine Preiserhöhung auf 1585 Dollar geplant.